# Meall Gorm
Der Meall Gorm ist ein als Munro eingestufter, 949 m (3.114 ft) hoher Berg in den schottischen Highlands. Sein gälischer Name kann in etwa mit Blauer Berg übersetzt werden. Er liegt in der Berggruppe der Fannichs, gut 50 Kilometer nordwestlich von Inverness.
In der Hauptkette der Fannichs liegt der Meall Gorm südöstlich des mit 1.109 m (3.638 ft) höchsten Gipfel der Fannichs, des Sgùrr Mòr. Der Gipfelgrat des Meall Gorm verläuft über etwa 1,5 Kilometer von Nordwest nach Südost. Im Nordwesten schließt er über einen schmalen Sattel und ein kleines, als Creachan Rairigidh bezeichnetes Plateau auf etwa 830 m Höhe an den Meall nan Peithirean an, einen Vorgipfel des Sgùrr Mòr. Auf dem breiten Gipfelplateau liegt der Hauptgipfel im Nordwesten, etwa einen Kilometer südöstlich liegt ein weiterer, 922 m hoher Nebengipfel. Von diesem führt der Gipfelgrat weiter nach Südosten bis in den 775 m hohen Bealach Bàn, an den sich der 923 m (3.028 ft) hohe An Coileachan, der südöstlichste Gipfel der Fannichs, anschließt. Auf der Nordostseite des Meall Gorm liegen mehrere Corries mit steilen, felsgeprägten Wänden, in denen jeweils kleine Seen liegen. Im Nordwesten liegt der Loch Lì unterhalb der als Bruthach nan Clachan Mora bezeichneten Nordwand des Meall Gorm. Ein schwach ausgeprägter Grat nach Nordosten trennt davon das Coireag Loch an Eilein ab, in dem der kleine Loch an Eilein liegt. Vom Südostgipfel des Meall Gorm führt mit dem breiten Meallan na Saobhaidhe ein weiterer Grat nach Nordosten, östlich dessen liegt mit dem Loch Gorm ein weiterer See, überragt von der steilen Felswand des Creag Dubh a’ Gorm Locha. Auf seiner Südwestseite besitzt der Meall Gorm lediglich einen breiten, nach Süden führenden Grat. Westlich des Südgrats liegt das breite Coire Beag, östlich das Coire Riabhach. Diese Seite des Berges ist im Unterschied zur Nordostseite überwiegend durch steile Gras- und Heideflächen geprägt, die lediglich von einzelnen Felspartien unterbrochen sind. 

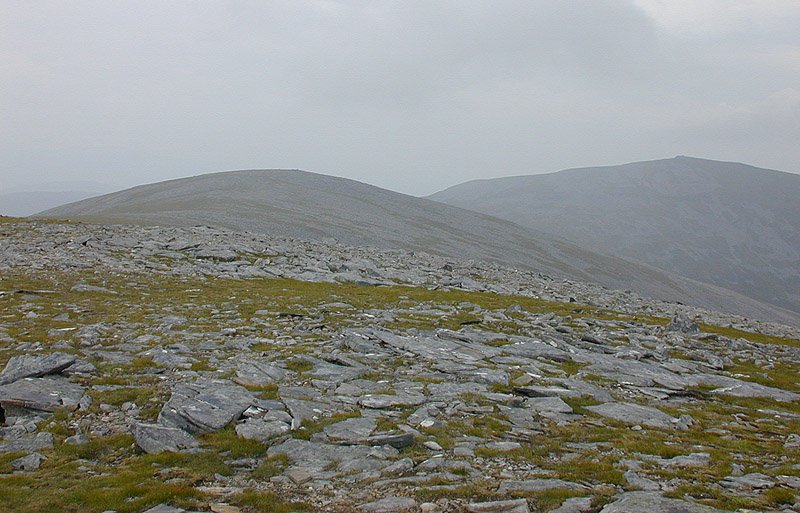
Blick über das Gipfelplateau des Meall Gorm zum Südostgipfel, rechts im Hintergrund der An Coileachan
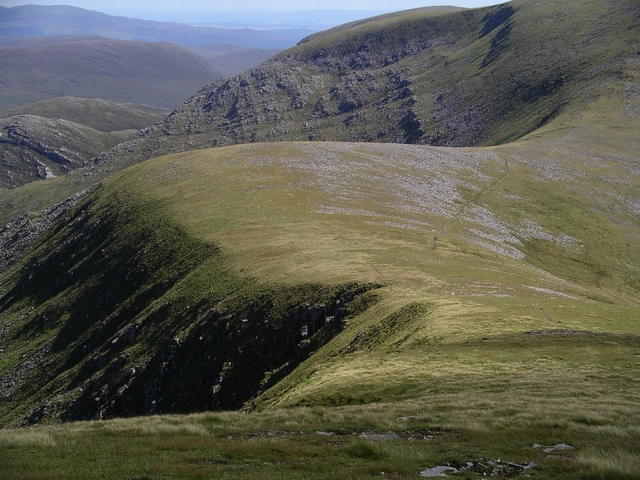
Blick vom Verbindungssattel zum Sgùrr Mòr über den Creachan Rairigidh auf die Nordflanke des Meall Gorm
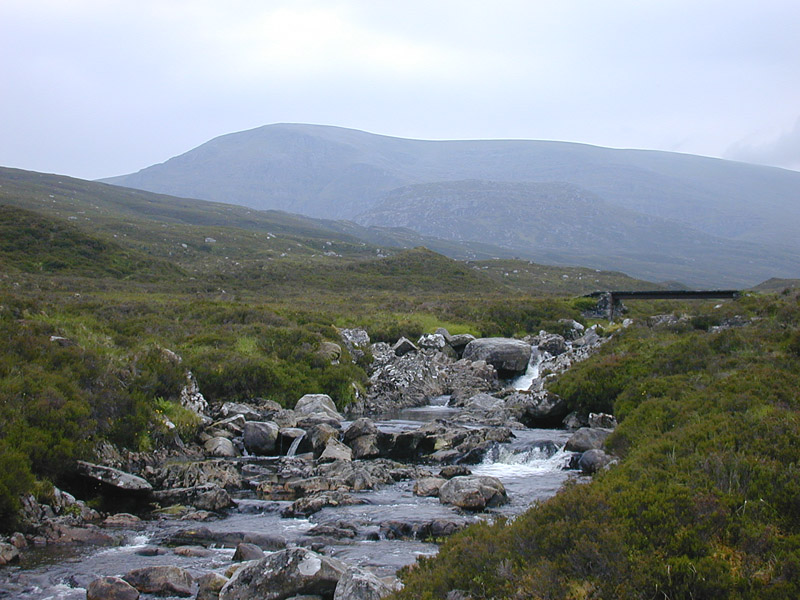
Der Meall Gorm von Nordosten
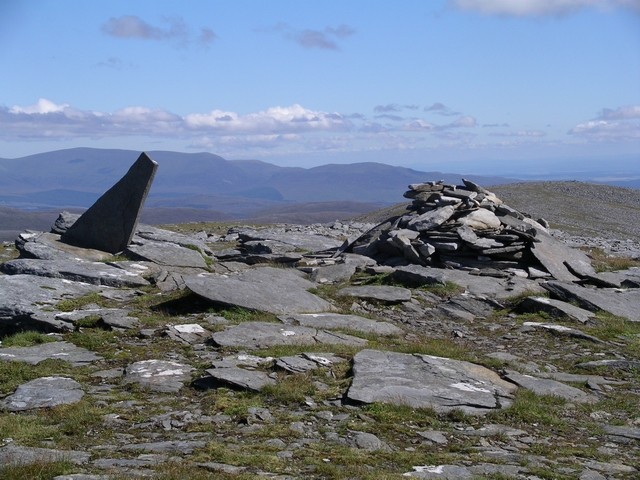
Der Gipfelcairn des Meall Gorm, im Hintergrund der Ben Wyvis

Die zentrale Kette der Fannichs liegt abseits öffentlicher Straßen und erfordert relativ lange Anstiege. Viele Munro-Bagger besteigen den Meall Gorm im Rahmen einer Rundtour über weitere Munros der Bergkette, meistens über den Sgùrr Mòr und den Beinn Liath Mhòr Fannaich. Ausgangspunkt für diese Tour ist ein Parkplatz an der Torrandhu Bridge. Die A835 quert an dieser Stelle den Abhainn an Torrain Duibh, den westlichen Zufluss von Loch Glascarnoch, dessen Quellbäche an der Ostflanke der Fannichs entspringen. Entlang dieser Wasserläufe führt der Zustieg weitgehend weglos zum Ostgrat des Beinn Liath Mhòr Fannaich und weiter über dessen Gipfel und Südwestgrat zur Hauptkette der Fannichs mit dem Meall Gorm. Alternativ kann als erster Gipfel der 923 m (3.028 ft) hohe An Coileachan, der südöstlichste Munro der Fannichs, über seine Nordflanke erreicht werden. Von dessen Gipfel führt die Rundtour über den Meall Gorm. Eine weitere Zustiegsmöglichkeit besteht aus Richtung Süden über den Südgrat des Meall Gorm. Ausgangspunkt ist die Fannich Lodge am Ufer von Loch Fannich, die allerdings nur per Mountain Bike über eine nicht öffentliche Fahrpiste erreicht werden kann.